# Melina Hamilton
Melina Hamilton (ur. 15 czerwca 1976) – nowozelandzka lekkoatletka specjalizująca się w skoku o tyczce.
Wielokrotna mistrzyni i rekordzistka kraju. W 2003 i 2005 została międzynarodową mistrzynią Australii. W 2004 reprezentowała Nową Zelandię podczas igrzysk olimpijskich w Atenach. 24. miejsce w eliminacjach nie dało jej awansu do finału.

## Rekordy życiowe
- skok o tyczce – 4,40 (2003) były rekord Nowej Zelandii
- skok o tyczce (hala) – 4,20 (2004) były rekord Nowej Zelandii